# Siparuna piloso-lepidota
Siparuna piloso-lepidota är en tvåhjärtbladig växtart som beskrevs av Heilb.. Siparuna piloso-lepidota ingår i släktet Siparuna och familjen Siparunaceae. Inga underarter finns listade i Catalogue of Life.